# Davis Cup 2017 Khu vực châu Á/châu Đại Dương nhóm I
Khu vực châu Á/châu Đại Dương một trong 3 khu vực thi đấu của giải Davis Cup cấp độ châu lục năm 2017.
Ở Khu vực châu Á/châu Đại Dương có bốn loại cấp khác nhau gọi là nhóm, đó các đội thi đấu với nhau để tiến lên cấp cao hơn. Thắng Nhóm I sẽ được tham dự Play-off Nhóm thế giới, cùng với các đội thua vòng một Nhóm Thế giới. Các đội thua ở play off thứ 2, với đội thắng sẽ thăng hạng trở lại nhóm I, Trong khi các đội thua cuộc play-off sẽ bị xuống hạng Nhóm II Khu vực châu Á/châu Đại Dương năm 2018.

## Các quốc gia tham dự
| Hạt giống: Hạt giống số 1 đặc cách vào vòng hai. 1. Kazakhstan 2. Ấn Độ | Các quốc gia còn lại: \| - Trung Quốc - Đài Bắc Trung Hoa - New Zealand \| - Hàn Quốc - Uzbekistan \| |
| - Trung Quốc - Đài Bắc Trung Hoa - New Zealand                          | - Hàn Quốc - Uzbekistan                                                                               |

### Kết quả
|                                                  | Vòng play-off 2 20–22 tháng 10 or 27–29 tháng 10 | Vòng play-off 2 20–22 tháng 10 or 27–29 tháng 10 | Vòng play-off 2 20–22 tháng 10 or 27–29 tháng 10 |                                                  |  | Vòng play-off 1 7–9 tháng tư | Vòng play-off 1 7–9 tháng tư | Vòng play-off 1 7–9 tháng tư |                              |                                      | Vòng 1 3–5 tháng hai / 17–19 tháng hai | Vòng 1 3–5 tháng hai / 17–19 tháng hai | Vòng 1 3–5 tháng hai / 17–19 tháng hai |                                      |                                                                  | Vòng 2 7–9 tháng tư                                              | Vòng 2 7–9 tháng tư                                              | Vòng 2 7–9 tháng tư                                              |                                                                  |                                         |
|                                                  |                                                  |                                                  |                                                  |                                                  |  |                              |                              |                              |                              |                                      |                                        |                                        |                                        |                                      |                                                                  |                                                                  |                                                                  |                                                                  |                                                                  |                                         |
|                                                  |                                                  |                                                  |                                                  |                                                  |  |                              |                              |                              |                              |                                      |                                        |                                        |                                        |                                      |                                                                  |                                                                  |                                                                  |                                                                  |                                                                  |                                         |
|                                                  |                                                  |                                                  |                                                  |                                                  |  |                              |                              |                              |                              |                                      | 1                                      | Kazakhstan                             |                                        |                                      |                                                                  |                                                                  |                                                                  |                                                                  |                                                                  |                                         |
|                                                  |                                                  |                                                  |                                                  |                                                  |  |                              |                              |                              |                              |                                      |                                        | bye                                    |                                        |                                      |                                                                  | Astana, Kazakhstan (đất nện, trong nhà)                          | Astana, Kazakhstan (đất nện, trong nhà)                          | Astana, Kazakhstan (đất nện, trong nhà)                          | Astana, Kazakhstan (đất nện, trong nhà)                          | Astana, Kazakhstan (đất nện, trong nhà) |
|                                                  |                                                  |                                                  |                                                  |                                                  |  |                              | bye                          |                              |                              |                                      |                                        |                                        |                                        |                                      | 1                                                                | Kazakhstan                                                       | 4                                                                |                                                                  |                                                                  |                                         |
|                                                  |                                                  |                                                  |                                                  |                                                  |  |                              | Đài Bắc Trung Hoa            |                              |                              | Kaohsiung, Đài Loan (cứng)           | Kaohsiung, Đài Loan (cứng)             | Kaohsiung, Đài Loan (cứng)             | Kaohsiung, Đài Loan (cứng)             |                                      |                                                                  | Trung Quốc                                                       | 1                                                                |                                                                  |                                                                  |                                         |
|                                                  |                                                  |                                                  |                                                  |                                                  |  |                              |                              |                              |                              |                                      | Đài Bắc Trung Hoa                      | 0                                      |                                        |                                      |                                                                  |                                                                  |                                                                  |                                                                  |                                                                  |                                         |
|                                                  | Yanggu, Hàn Quốc (cứng)                          | Yanggu, Hàn Quốc (cứng)                          | Yanggu, Hàn Quốc (cứng)                          | Yanggu, Hàn Quốc (cứng)                          |  |                              |                              |                              |                              |                                      | Trung Quốc                             | 5                                      |                                        |                                      |                                                                  |                                                                  |                                                                  |                                                                  |                                                                  |                                         |
|                                                  |                                                  | Đài Bắc Trung Hoa                                | 2                                                |                                                  |  |                              |                              |                              |                              |                                      |                                        |                                        |                                        |                                      |                                                                  |                                                                  |                                                                  |                                                                  |                                                                  |                                         |
|                                                  |                                                  | Hàn Quốc                                         | 3                                                |                                                  |  |                              |                              |                              |                              | Gimcheon, Hàn Quốc (cứng, trong nhà) | Gimcheon, Hàn Quốc (cứng, trong nhà)   | Gimcheon, Hàn Quốc (cứng, trong nhà)   | Gimcheon, Hàn Quốc (cứng, trong nhà)   | Gimcheon, Hàn Quốc (cứng, trong nhà) |                                                                  |                                                                  |                                                                  |                                                                  |                                                                  |                                         |
|                                                  |                                                  |                                                  |                                                  |                                                  |  |                              |                              |                              |                              |                                      |                                        | Uzbekistan                             | 3                                      |                                      |                                                                  |                                                                  |                                                                  |                                                                  |                                                                  |                                         |
|                                                  |                                                  |                                                  |                                                  |                                                  |  | Auckland, New Zealand (cứng) | Auckland, New Zealand (cứng) | Auckland, New Zealand (cứng) | Auckland, New Zealand (cứng) |                                      |                                        | Hàn Quốc                               | 1                                      |                                      |                                                                  | Bangalore, Ấn Độ (Cứng)                                          | Bangalore, Ấn Độ (Cứng)                                          | Bangalore, Ấn Độ (Cứng)                                          | Bangalore, Ấn Độ (Cứng)                                          | Bangalore, Ấn Độ (Cứng)                 |
|                                                  |                                                  |                                                  |                                                  |                                                  |  | Hàn Quốc                     | 2                            |                              |                              |                                      |                                        |                                        |                                        |                                      | Uzbekistan                                                       | 1                                                                |                                                                  |                                                                  |                                                                  |                                         |
|                                                  |                                                  |                                                  |                                                  |                                                  |  |                              | New Zealand                  | 3                            |                              | Pune, Ấn Độ (Cứng)                   | Pune, Ấn Độ (Cứng)                     | Pune, Ấn Độ (Cứng)                     | Pune, Ấn Độ (Cứng)                     |                                      | 2                                                                | Ấn Độ                                                            | 4                                                                |                                                                  |                                                                  |                                         |
|                                                  |                                                  |                                                  |                                                  |                                                  |  |                              |                              |                              |                              |                                      | New Zealand                            | 1                                      |                                        |                                      |                                                                  |                                                                  |                                                                  |                                                                  |                                                                  |                                         |
|                                                  |                                                  |                                                  |                                                  |                                                  |  |                              |                              |                              |                              |                                      | 2                                      | Ấn Độ                                  | 4                                      |                                      |                                                                  |                                                                  |                                                                  |                                                                  |                                                                  |                                         |
| Đài Bắc Trung Hoa xuống chơi · nhóm II năm 2018. | Đài Bắc Trung Hoa xuống chơi · nhóm II năm 2018. | Đài Bắc Trung Hoa xuống chơi · nhóm II năm 2018. | Đài Bắc Trung Hoa xuống chơi · nhóm II năm 2018. | Đài Bắc Trung Hoa xuống chơi · nhóm II năm 2018. |  |                              |                              |                              |                              |                                      |                                        |                                        |                                        |                                      | Kazakhstan và Ấn Độ · lọt vào vòng thăng hạng của nhóm thế giới. | Kazakhstan và Ấn Độ · lọt vào vòng thăng hạng của nhóm thế giới. | Kazakhstan và Ấn Độ · lọt vào vòng thăng hạng của nhóm thế giới. | Kazakhstan và Ấn Độ · lọt vào vòng thăng hạng của nhóm thế giới. | Kazakhstan và Ấn Độ · lọt vào vòng thăng hạng của nhóm thế giới. |                                         |

## Vòng Một

### Đài Bắc Trung Hoa vs. Trung Quốc
| · Đài Bắc Trung Hoa · 0 | Trung tâm quần vợt Yangming, Cao Hùng, Đài Loan 17–19 tháng 2 năm 2017 Cứng | Trung tâm quần vợt Yangming, Cao Hùng, Đài Loan 17–19 tháng 2 năm 2017 Cứng | · Trung Quốc · 5 |     |      |        |     |         |
| \| \| \| \| 1 \| 2 \| 3 \| 4 \| 5 \| \| \| - \| \| ---------------------------------------------------------- \| ---- \| --- \| ---- \| ------ \| --- \| ------- \| \| 1 \| \| Trần Địch Lí Triết \| 7 5 \| 5 7 \| 2 6 \| 7 65 \| 5 7 \| \| \| 2 \| \| Trang Cát Sinh Ngô Dịch Bính \| 1 6 \| 6 4 \| 7 5 \| 69 711 \| 1 4 \| bỏ cuộc \| \| 3 \| \| Trang Cát Sinh / Bành Hiền Duẫn Ngô Địch / Trương Chi Trăn \| 64 7 \| 4 6 \| 3 6 \| \| \| \| \| 4 \| \| Lí Quán Nghị Lí Triết \| 7 5 \| 2 6 \| 63 7 \| \| \| \| \| 5 \| \| Bành Hiền Duẫn Trương Chi Trăn \| 2 6 \| 6 3 \| 64 7 \| \| \| \| |                                                                             |                                                                             |                  |     |      |        |     |         |
| |                                                                             |                                                                             | 1                | 2   | 3    | 4      | 5   |         |
| 1 | Đài Bắc Trung Hoa · Trung Quốc                                              | Trần Địch Lí Triết                                                          | 7 5              | 5 7 | 2 6  | 7 65   | 5 7 |         |
| 2 | Đài Bắc Trung Hoa · Trung Quốc                                              | Trang Cát Sinh Ngô Dịch Bính                                                | 1 6              | 6 4 | 7 5  | 69 711 | 1 4 | bỏ cuộc |
| 3 | Đài Bắc Trung Hoa · Trung Quốc                                              | Trang Cát Sinh / Bành Hiền Duẫn Ngô Địch / Trương Chi Trăn                  | 64 7             | 4 6 | 3 6  |        |     |         |
| 4 | Đài Bắc Trung Hoa · Trung Quốc                                              | Lí Quán Nghị Lí Triết                                                       | 7 5              | 2 6 | 63 7 |        |     |         |
| 5 | Đài Bắc Trung Hoa · Trung Quốc                                              | Bành Hiền Duẫn Trương Chi Trăn                                              | 2 6              | 6 3 | 64 7 |        |     |         |

### Hàn Quốc vs. Uzbekistan
| · Hàn Quốc · 1 | Gimcheon Sports Town Tennis Courts, Gimcheon, Hàn Quốc 3–5 tháng 2 năm 2017 Cứng (i) | Gimcheon Sports Town Tennis Courts, Gimcheon, Hàn Quốc 3–5 tháng 2 năm 2017 Cứng (i) | · Uzbekistan · 3 |         |      |         |     |            |
| \| \| \| \| 1 \| 2 \| 3 \| 4 \| 5 \| \| \| - \| \| --------------------------------------------------------- \| --- \| ------- \| ---- \| ------- \| --- \| ---------- \| \| 1 \| \| Chung Hyeon Sanjar Fayziev \| 6 4 \| 6 4 \| 65 7 \| 4 6 \| 6 0 \| \| \| 2 \| \| Lee Duck-hee Denis Istomin \| 6 4 \| 2 6 \| 60 7 \| 4 6 \| \| \| \| 3 \| \| Chung Hyeon / Lim Yong-kyu Sanjar Fayziev / Denis Istomin \| 3 6 \| 712 610 \| 7 65 \| 5 7 \| 4 6 \| \| \| 4 \| \| Kwon Soon-woo Denis Istomin \| 6 3 \| 65 7 \| 2 6 \| 612 714 \| \| \| \| 5 \| \| Lee Duck-hee Sanjar Fayziev \| \| \| \| \| \| Không chơi \| |                                                                                      |                                                                                      |                  |         |      |         |     |            |
| |                                                                                      |                                                                                      | 1                | 2       | 3    | 4       | 5   |            |
| 1 | Hàn Quốc · Uzbekistan                                                                | Chung Hyeon Sanjar Fayziev                                                           | 6 4              | 6 4     | 65 7 | 4 6     | 6 0 |            |
| 2 | Hàn Quốc · Uzbekistan                                                                | Lee Duck-hee Denis Istomin                                                           | 6 4              | 2 6     | 60 7 | 4 6     |     |            |
| 3 | Hàn Quốc · Uzbekistan                                                                | Chung Hyeon / Lim Yong-kyu Sanjar Fayziev / Denis Istomin                            | 3 6              | 712 610 | 7 65 | 5 7     | 4 6 |            |
| 4 | Hàn Quốc · Uzbekistan                                                                | Kwon Soon-woo Denis Istomin                                                          | 6 3              | 65 7    | 2 6  | 612 714 |     |            |
| 5 | Hàn Quốc · Uzbekistan                                                                | Lee Duck-hee Sanjar Fayziev                                                          |                  |         |      |         |     | Không chơi |

### Ấn Độ vs. New Zealand
| · Ấn Độ · 4 | Balewadi Sports Complex, Pune, Ấn Độ 3–5 tháng 2 năm 2017 Cứng | Balewadi Sports Complex, Pune, Ấn Độ 3–5 tháng 2 năm 2017 Cứng | · New Zealand · 1 |     |     |     |   |  |
| \| \| \| \| 1 \| 2 \| 3 \| 4 \| 5 \| \| \| - \| \| --------------------------------------------------------- \| --- \| --- \| --- \| --- \| - \| \| \| 1 \| \| Yuki Bhambri Finn Tearney \| 6 4 \| 6 4 \| 6 3 \| \| \| \| \| 2 \| \| Ramkumar Ramanathan Jose Statham \| 6 3 \| 6 4 \| 6 3 \| \| \| \| \| 3 \| \| Leander Paes / Vishnu Vardhan Artem Sitak / Michael Venus \| 6 4 \| 4 6 \| 4 6 \| 3 6 \| \| \| \| 4 \| \| Ramkumar Ramanathan Finn Tearney \| 7 5 \| 6 1 \| 6 0 \| \| \| \| \| 5 \| \| Yuki Bhambri Jose Statham \| 7 5 \| 3 6 \| 6 4 \| \| \| \| |                                                                |                                                                |                   |     |     |     |   |  |
| |                                                                |                                                                | 1                 | 2   | 3   | 4   | 5 |  |
| 1 | Ấn Độ · New Zealand                                            | Yuki Bhambri Finn Tearney                                      | 6 4               | 6 4 | 6 3 |     |   |  |
| 2 | Ấn Độ · New Zealand                                            | Ramkumar Ramanathan Jose Statham                               | 6 3               | 6 4 | 6 3 |     |   |  |
| 3 | Ấn Độ · New Zealand                                            | Leander Paes / Vishnu Vardhan Artem Sitak / Michael Venus      | 6 4               | 4 6 | 4 6 | 3 6 |   |  |
| 4 | Ấn Độ · New Zealand                                            | Ramkumar Ramanathan Finn Tearney                               | 7 5               | 6 1 | 6 0 |     |   |  |
| 5 | Ấn Độ · New Zealand                                            | Yuki Bhambri Jose Statham                                      | 7 5               | 3 6 | 6 4 |     |   |  |

## Vòng hai

### Kazahkstan vs. Trung Quốc
| · Kazakhstan · 4 | Trung tâm quần vợt quốc gia Daulet, Astana, Kazahkstan 7–9 tháng 4 Đất nện (i) | Trung tâm quần vợt quốc gia Daulet, Astana, Kazahkstan 7–9 tháng 4 Đất nện (i) | · Trung Quốc · 1 |     |      |     |     |  |
| \| \| \| \| 1 \| 2 \| 3 \| 4 \| 5 \| \| \| - \| \| ----------------------------------------------------------- \| ---- \| --- \| ---- \| --- \| --- \| \| \| 1 \| \| Mikhail Kukushkin Wu Di \| 6 2 \| 3 6 \| 6 3 \| 6 2 \| \| \| \| 2 \| \| Dmitry Popko Zhang Ze \| 6 3 \| 6 4 \| 7 5 \| \| \| \| \| 3 \| \| Andrey Golubev / Aleksandr Nedovyesov Bai Yan / Gong Maoxin \| 3 6 \| 6 1 \| 5 7 \| 6 1 \| 6 3 \| \| \| 4 \| \| Aleksandr Nedovyesov Zhang Ze \| 6 3 \| 4 6 \| 1 6 \| \| \| \| \| 5 \| \| Dmitry Popko Wu Di \| 63 7 \| 7 5 \| 7 61 \| \| \| \| |                                                                                |                                                                                |                  |     |      |     |     |  |
| |                                                                                |                                                                                | 1                | 2   | 3    | 4   | 5   |  |
| 1 | Kazakhstan · Trung Quốc                                                        | Mikhail Kukushkin Wu Di                                                        | 6 2              | 3 6 | 6 3  | 6 2 |     |  |
| 2 | Kazakhstan · Trung Quốc                                                        | Dmitry Popko Zhang Ze                                                          | 6 3              | 6 4 | 7 5  |     |     |  |
| 3 | Kazakhstan · Trung Quốc                                                        | Andrey Golubev / Aleksandr Nedovyesov Bai Yan / Gong Maoxin                    | 3 6              | 6 1 | 5 7  | 6 1 | 6 3 |  |
| 4 | Kazakhstan · Trung Quốc                                                        | Aleksandr Nedovyesov Zhang Ze                                                  | 6 3              | 4 6 | 1 6  |     |     |  |
| 5 | Kazakhstan · Trung Quốc                                                        | Dmitry Popko Wu Di                                                             | 63 7             | 7 5 | 7 61 |     |     |  |

### Ấn Độ vs. Uzbekistan
| · Ấn Độ · 4 | Sân vận động quần vợt KSLTA, Bangalore, Ấn Độ 7–9 tháng 4 Cứng | Sân vận động quần vợt KSLTA, Bangalore, Ấn Độ 7–9 tháng 4 Cứng | · Uzbekistan · 1 |     |     |     |   |  |
| \| \| \| \| 1 \| 2 \| 3 \| 4 \| 5 \| \| \| - \| \| ------------------------------------------------------------- \| --- \| --- \| --- \| --- \| - \| \| \| 1 \| \| Ramkumar Ramanathan Temur Ismailov \| 6 2 \| 5 7 \| 6 2 \| 7 5 \| \| \| \| 2 \| \| Prajnesh Gunneswaran Sanjar Fayziev \| 7 5 \| 3 6 \| 6 3 \| 6 4 \| \| \| \| 3 \| \| Sriram Balaji / Rohan Bopanna Farrukh Dustov / Sanjar Fayziev \| 6 2 \| 6 4 \| 6 1 \| \| \| \| \| 4 \| \| Ramkumar Ramanathan Sanjar Fayziev \| 6 3 \| 6 2 \| \| \| \| \| \| 5 \| \| Prajnesh Gunneswaran Temur Ismailov \| 5 7 \| 3 6 \| \| \| \| \| |                                                                |                                                                |                  |     |     |     |   |  |
| |                                                                |                                                                | 1                | 2   | 3   | 4   | 5 |  |
| 1 | Ấn Độ · Uzbekistan                                             | Ramkumar Ramanathan Temur Ismailov                             | 6 2              | 5 7 | 6 2 | 7 5 |   |  |
| 2 | Ấn Độ · Uzbekistan                                             | Prajnesh Gunneswaran Sanjar Fayziev                            | 7 5              | 3 6 | 6 3 | 6 4 |   |  |
| 3 | Ấn Độ · Uzbekistan                                             | Sriram Balaji / Rohan Bopanna Farrukh Dustov / Sanjar Fayziev  | 6 2              | 6 4 | 6 1 |     |   |  |
| 4 | Ấn Độ · Uzbekistan                                             | Ramkumar Ramanathan Sanjar Fayziev                             | 6 3              | 6 2 |     |     |   |  |
| 5 | Ấn Độ · Uzbekistan                                             | Prajnesh Gunneswaran Temur Ismailov                            | 5 7              | 3 6 |     |     |   |  |

## Vòng một play-offs

### New Zealand vs. Hàn Quốc
| · New Zealand · 3 | Trung tâm quần vợt ASB, Auckland, New Zealand 7–9 tháng tư Cứng | Trung tâm quần vợt ASB, Auckland, New Zealand 7–9 tháng tư Cứng | · Hàn Quốc · 2 |     |       |       |     |         |
| \| \| \| \| 1 \| 2 \| 3 \| 4 \| 5 \| \| \| - \| \| ------------------------------------------------------ \| --- \| --- \| ----- \| ----- \| --- \| ------- \| \| 1 \| \| Jose Statham Hong Seong-chan \| 3 6 \| 5 7 \| 78 66 \| 78 66 \| 2 0 \| bỏ cuộc \| \| 2 \| \| Michael Venus Kwon Soon-woo \| 2 6 \| 2 6 \| 61 7 \| \| \| \| \| 3 \| \| Marcus Daniell / Artem Sitak Chung Hong / Lee Jea-moon \| 6 2 \| 4 6 \| 6 4 \| 7 64 \| \| \| \| 4 \| \| Jose Statham Kwon Soon-woo \| 3 6 \| 2 6 \| 4 6 \| \| \| \| \| 5 \| \| Michael Venus Hong Seong-chan \| 6 3 \| 3 6 \| 4 6 \| 6 2 \| 6 3 \| \| |                                                                 |                                                                 |                |     |       |       |     |         |
| |                                                                 |                                                                 | 1              | 2   | 3     | 4     | 5   |         |
| 1 | New Zealand · Hàn Quốc                                          | Jose Statham Hong Seong-chan                                    | 3 6            | 5 7 | 78 66 | 78 66 | 2 0 | bỏ cuộc |
| 2 | New Zealand · Hàn Quốc                                          | Michael Venus Kwon Soon-woo                                     | 2 6            | 2 6 | 61 7  |       |     |         |
| 3 | New Zealand · Hàn Quốc                                          | Marcus Daniell / Artem Sitak Chung Hong / Lee Jea-moon          | 6 2            | 4 6 | 6 4   | 7 64  |     |         |
| 4 | New Zealand · Hàn Quốc                                          | Jose Statham Kwon Soon-woo                                      | 3 6            | 2 6 | 4 6   |       |     |         |
| 5 | New Zealand · Hàn Quốc                                          | Michael Venus Hong Seong-chan                                   | 6 3            | 3 6 | 4 6   | 6 2   | 6 3 |         |

## Vòng hai play-offs

### Hàn Quốc vs. Đài Bắc Trung Hoa
| · Hàn Quốc · 3 | Yanggu Tennis Park, Yanggu, Hàn Quốc 15−17 tháng 9 Cứng | Yanggu Tennis Park, Yanggu, Hàn Quốc 15−17 tháng 9 Cứng | · Đài Bắc Trung Hoa · 2 |     |     |      |   |  |
| \| \| \| \| 1 \| 2 \| 3 \| 4 \| 5 \| \| \| - \| \| -------------------------------------------------- \| ---- \| --- \| --- \| ---- \| - \| \| \| 1 \| \| Chung Hyeon Wu Tung-lin \| 7 63 \| 6 1 \| 6 1 \| \| \| \| \| 2 \| \| Kwon Soon-woo Jason Jung \| 6 3 \| 6 4 \| 2 6 \| 7 64 \| \| \| \| 3 \| \| Lee Jea-moon / Lim Yong-kyu Jason Jung / Trần Địch \| 4 6 \| 4 6 \| 4 6 \| \| \| \| \| 4 \| \| Chung Hyeon Yu Cheng-yu \| 6 4 \| 6 2 \| 6 1 \| \| \| \| \| 5 \| \| Lee Jea-moon Wu Tung-lin \| 2 6 \| 7 5 \| 4 6 \| \| \| \| |                                                         |                                                         |                         |     |     |      |   |  |
| |                                                         |                                                         | 1                       | 2   | 3   | 4    | 5 |  |
| 1 | Hàn Quốc · Đài Bắc Trung Hoa                            | Chung Hyeon Wu Tung-lin                                 | 7 63                    | 6 1 | 6 1 |      |   |  |
| 2 | Hàn Quốc · Đài Bắc Trung Hoa                            | Kwon Soon-woo Jason Jung                                | 6 3                     | 6 4 | 2 6 | 7 64 |   |  |
| 3 | Hàn Quốc · Đài Bắc Trung Hoa                            | Lee Jea-moon / Lim Yong-kyu Jason Jung / Trần Địch      | 4 6                     | 4 6 | 4 6 |      |   |  |
| 4 | Hàn Quốc · Đài Bắc Trung Hoa                            | Chung Hyeon Yu Cheng-yu                                 | 6 4                     | 6 2 | 6 1 |      |   |  |
| 5 | Hàn Quốc · Đài Bắc Trung Hoa                            | Lee Jea-moon Wu Tung-lin                                | 2 6                     | 7 5 | 4 6 |      |   |  |